# マイケル・ラー
マイケル・ラー(Michael Richard "Mike" Lah 1912年9月1日 - 1995年10月13日)はアメリカ合衆国イリノイ州出身のアニメーターである。
ウォルト・ディズニー・カンパニーを皮切りに、アニメーターとしてのキャリアをスタート。映画会社メトロ・ゴールドウィン・メイヤー(MGM)移籍後はハーマン＝アイジング作品、ハンナ＝バーベラによるトムとジェリーのアニメーション制作スタッフなどを経て、テックス・アヴェリーのアニメーション制作スタッフとなり、日本でも知られる数々のアニメーション作品制作に貢献した一人である。監督としてはプレストン・ブレアとの共同制作で「クマのバーニー」、アヴェリーとの共同もしくは自らの制作で「ドルーピー」の作品を手がけた。MGM退社後はハンナ・バーベラ・プロダクションでアニメータの仕事についた後、テックス・アヴェリーと同じくアニメーションによるコマーシャルの分野へ転じ、ケロッグ社などのCMキャラクターを手がけた。MGM時代にテックス・アヴェリーのアニメーターであったことで知られるが、そこでの実働は5年程度でさほど長いものではない。晩年は世界的なアニメーション振興団体（非営利団体）である国際アニメーション映画協会・ハリウッド支部の委員を数年間務めた。1984年にはアニメーションの振興に長年貢献した功績からアニメーションの殿堂である「アニー賞（ウィンザー・マッケイ賞）」に輝いた。
妻はウィリアム・ハンナの妻の双子の妹であった。
1995年10月13日、アメリカ合衆国ロサンゼルスで死去。83歳。

## 作品一覧

### クマのバーニー
（ブレアとの共同制作）
- 「バーニーの小包騒動」(THE BEAR AND THE BEAN　1948年1月31日)
- 「バーニーのうさぎ狩り」（THE BEAR AND THE HARE 1948年6月26日）
- 「海中探検」(GOGGLE FUSHING BEAR　1949年1月15日)

### ドルーピー
（アヴェリーとの共同制作）
- 「呼べど叫べど」（DEPUTY DROOPY　1955年10月28日）
- 「逃げてはみたけど」（CELLBOUND　1955年11月25日）※相方のスパイクのみ登場

（マイケル・ラー作品）
- 「お金と友情」（GRIN AND SHARE IT　1957年5月17日）
- 「いたずら教室」（BLACKBOARD JUMBLE　1957年10月4日）
- 「竜退治」（ONE DROOPY KNIGHT　1957年12月6日）
- 「まぬけなオオカミ」（SHEEP WRECKED　1958年2月7日）
- 「スピード狂」（MUTTS ABOUT RACING　1958年4月4日）
- 「幸福を呼ぶ小人」（DROOPY LEPRECHAUN　1958年7月4日）

ラー単独の作品からプロデューサーもフレッド・クインビーからハンナ＝バーベラに交替し、アニメーターも一新されている。作品数こそ少ないが、複数の監督の下で幅広くアニメーション制作に携わってきたラーの経験が生かされ、アヴェリー作品にも見劣りしない出来となっており、「竜退治（1957年）」のようにアカデミー賞にノミネートされた作品もある。

## 関連事項
- テックス・アヴェリー
- ドルーピー
- ハーマン＝アイジング
- ハンナ＝バーベラ
- プレストン・ブレア
- トムとジェリー
- クマのバーニー